# Zawlnuam
Zawlnuam es un pueblo situado en el distrito de Mamit,  en el estado de Mizoram (India). Su población es de 3733 habitantes (2011). Se encuentra a 176 km de Aizawl, la capital del estado.

## Demografía
Según el censo de 2011 la población de Zawlnuam era de 3733 habitantes, de los cuales 1949 eran hombres y 1784 eran mujeres. Zawlnuam tiene una tasa media de alfabetización del 88,97%, inferior a la media estatal del 91,33%: la alfabetización masculina es del 89,14%, y la alfabetización femenina del 88.79%.